# Bastusjöklippens naturreservat
Bastusjöklippens naturreservat är ett naturreservat i Härnösands kommun i Västernorrlands län.
Området är naturskyddat sedan 2020 och är 51 hektar stort. Reservatet ligger öster om Bastusjön på Bastuklippans sydsluttning och består av hällmarkstallskog på toppen och grandominerad barrnaturskog med inslag av lövskog längre ner, där även en mindre våtmark finns.
.